# Винкельман, Генри
Генри Герард Винкельман (нидерл. Henri Winkelman; 17 августа 1876, Маастрихт — 27 декабря 1952, Сустерберг) — голландский военный деятель, генерал (6 февраля 1940 года).

## Биография
Образование получил в Военной академии в Бреде в 1896 году.
Службу начал 11 августа 1896 года 2-м лейтенантом в 4-м пехотном полку Королевской голландской ост-индской армии. В 1909—1913 и 1917—1924 годах служил в Министерстве обороны, в 1925—1931 годах — в Генеральном штабе. С 1 ноября 1931 года командир 4-й дивизии, 1 мая 1934 года вышел в отставку.
Однако после начала 2-й мировой войны, 1 ноября 1939 года, вернулся в армию и был назначен командующим ПВО района Утрехт—Сустерберг. 6 февраля 1940 года занял пост главнокомандующего сухопутными и морскими силами Нидерландов.
После того как 10 мая 1940 года германские войска перешли германо-голландскую границу в рамках Голландской операции он от имени королевы Вильгельмины принял на себя всю полноту государственной власти. Считая, что голландская армия не в состоянии противостоять германской агрессии и что дальнейшее сопротивление приведёт только к ненужным жертвам, Г. Винкельман принял решение капитулировать. 15 мая 1940 года в присутствии командующего 18-й германской армией генерала Г. Кюхлера подписал документ о перемирии. После этого был объявлен военнопленным и интернирован, в лагере для военнопленных провёл всю войну. 12 мая 1945 года освобождён и 1 октября того же года уволен в отставку.